# Cornell Capa
Cornell Capa (ur. 14 kwietnia 1918 w Budapeszcie, zm. 23 maja 2008 w Nowym Jorku) – węgiersko-amerykański fotograf, członek agencji Magnum Photos, kurator fotografii; młodszy brat fotoreportera i fotografa wojennego Roberta Capy. Po ukończeniu gimnazjum Imre’a Madácha w Budapeszcie, zadecydował studiować na wydziale medycyny, jednak postanowił dołączyć do swojego brata w Paryżu, by zająć się fotografią. Cornell był ambitnym fotograficznym entuzjastą, który w 1974 założył z pomocą Micha Bar-Ama muzeum International Center of Photography, po współpracy w czasopiśmie Life i dla Magnum Photos.

## Życiorys
Kornél Friedmann urodził się w Budapeszcie i w wieku 18 lat przeprowadził się do Paryża, by pracować ze swoim bratem. W 1937 Cornell Capa wyjechał do Nowego Jorku, aby rozpocząć pracę w ciemni magazynu Life. Po służbie w United States Air Force, Capa został fotografem pisma Life. Wiele okładek, które zostały wykorzystane przez czasopismo, były zdjęciami Capy ukazujących różne osoby m.in. osobowość telewizyjną Jacka Paara, malarkę Grandmę Moses i aktora Clarka Gable’a.
W 1953 odwiedził Wenezuelę, aby zrobić fotoreportaż o Caracas, podczas którego miał okazję sfotografować artystę Armando Reveróna.
W maju 1954 jego brat, Robert Capa, zginął przez minę lądową, fotografując ostatnie lata I wojny indochińskiej. W tym samym roku Cornell Capa dołączył do agencji Magnum Photos, której współzałożycielem był jego brat. Dla organizacji wykonał zdjęcia Związku Radzieckiego, izraelskiej wojny sześciodniowej i amerykańskich polityków.
Na początku 1967 Capa wystawił serię książek i wystaw pt. The Concerned Photographer. Eksponaty były początkiem do założenia w 1974 International Center of Photography. Przez wiele lat był dyrektorem muzeum. Capa publikował kilka kolekcji swoich fotografii m.in. JFK for President, serię zdjęć z wyborów prezydenckich w Stanach Zjednoczonych w 1960, które wykonał dla pisma Life. Capa napisał również książkę z innymi znajomymi fotografami z Magnum Photos (m.in. Henrim Cartier-Bressonem i Elliottem Erwittem) przedstawiającą pierwsze 100 dni prezydentury Kennedy’ego.
23 maja 2008 zmarł w Nowym Jorku z powodów naturalnych w wieku 90 lat.